# Georges Hatz
Georges Hatz, né le 11 mai 1917 à Montgeron et mort le 13 mai 2007 à Rochefort (Charente-Maritime), est un joueur et un entraîneur de football français.

## Biographie
Occupant le poste de gardien de but, il évolue au Red Star, à Lille, équipe avec laquelle il conquiert le doublé Coupe-Championnat en 1946, à Rennes, au Stade français et de nouveau au Red Star. 
Il signe ensuite à l'AJ Auxerre en Division d'honneur en tant qu'entraîneur joueur. Avec l'AJA il remporte le titre de champion de DH en 1952, titre finalement retiré sur tapis vert. En juillet 1952, il signe un contrat d'entraîneur-joueur avec Stade saint-yorrais qui s'apprête à évoluer pour la première fois de son histoire en CFA, le niveau amateur le plus élevé de l'époque,.

## Carrière de joueur
- 1936-1943 : Red Star
- 1943-1944 : Équipe fédérale Rouen-Normandie
- 1944-1945 : Red Star
- 1945-1946 : Lille OSC
- 1946-1948 : Stade rennais
- 1948-1950 : Stade français-Red Star[5]

## Palmarès de joueur
- Champion de France en 1946 avec le Lille OSC
- Vainqueur de la Coupe de France en 1946 avec le Lille OSC
- Champion de France de D2 en 1939 avec le Red Star Olympique

## Entraîneur-joueur
- 1950-1952 : AJ Auxerre

## Entraîneur
- 1953-1955 : Chamois niortais FC